# Lou Thuillier
Lou Thuillier (29 febbraio 2008) è una nuotatrice artistica francese.

## Biografia
Ha esordito a livello internazionale nel 2023 alla Coppa del Mondo di nuoto artistico, partecipando alla tappa di Parigi, dove ha ottenuto il decimo posto nella gara a squadre programma tecnico con un punteggio di 261.8604.
Nello stesso anno ha preso parte ai Campionati mondiali giovanili di nuoto artistico a Atene, classificandosi quinta nella gara a squadre programma libero con 258.7097 punti e quinta anche nel duo programma libero con 247.2616 punti. Ha inoltre gareggiato nelle specialità miste, ottenendo il 53º posto nella gara delle figure individuali miste (75.4545 punti) e il settimo posto nel duo misto programma libero (203.9483 punti).
Nel 2024 ha preso parte alla Coppa del Mondo di nuoto artistico nella tappa francese di Parigi, classificandosi quinta nella gara a squadre programma tecnico con 233.0584 punti.
Nel 2025 ha ottenuto diversi piazzamenti di rilievo in Coppa del Mondo. Alla tappa di Parigi, il 28 febbraio ha ottenuto il quarto posto nel duo tecnico femminile con 253.2692 punti, e il 1º marzo si è classificata quarta anche nella gara a squadre programma tecnico con 254.4716 punti.
Il 1º e 2 maggio ha partecipato alla tappa canadese della Coppa del Mondo a Markham, classificandosi quinta nella gara a squadre programma tecnico con 262.0724 punti e sesta nel duo tecnico femminile con 260.0458 punti.
Nel giugno dello stesso anno ha conquistato la medaglia di bronzo nella gara a squadre programma tecnico ai Campionati europei di nuoto artistico di Funchal.

## Palmarès
- Europei

Funchal 2025: bronzo nella gara a squadre (programma tecnico)